# George Iain Murray (10e duc d'Atholl)
Pour les articles homonymes, voir George Murray, Iain Murray et Murray.
George Iain Murray(19 juin 1931 – 27 février 1996), est le 10e duc d'Atholl. Il est également chef du clan Murray durant la période où il est duc. Il meurt (d'un accident vasculaire cérébral) sans héritier direct en février 1996, au château de Blair situé dans le Perthshire.
Il met le château, résidence officielle du clan Murray, les 120 chambres du château et une grande partie du domaine (environ 140 000 hectares) en « charitable trust », permettant de garantir que la propriété historique restera sous contrôle écossais, tout en évitant de fortes taxes de succession.

## Sources
- Burke's Landed Gentry, édition 1921
- The Highland Clans, by Montcrieff
- Conflicts of the Clans
- Historical and Statistical Account of the Isle of Man chapter IX
- Genealogy of the barons of Strange, Seacombe
- Dictionary of National Biography.
- Memorial of the Isle of Maine 1825 by Lady Sarah Hay Murray